# Sally St. Clair

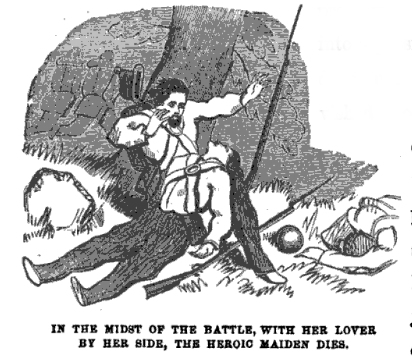
Ilustración de su muerte en Aventuras emocionantes entre los primeros pobladores por W. Wildwood, 1866.

Sally St. Clair (?-1779; también deletreado St. Clare) fue una mujer estadounidense de Carolina del Sur que disfrazada de hombre se unió al ejército durante la Guerra de la Independencia. Su verdadero género no fue descubierto hasta que murió en batalla durante el asedio de Savannah en 1779.
Poco se sabe sobre St. Clair. Es variadamente descrita como una mujer criolla, una mujer de color, o una mujer de ascendencia africana y francesa. Según algunos relatos, se unió al ejército para estar con su amado, un sargento. Pudo haber servido como artillero. Varias fuentes afirman que fue muerta durante la batalla de Savannah en 1779.
Los "victorianos románticos" como George Pope Morris afirmaron que incluso su amado no la reconoció hasta después de su muerte, cuando su cuerpo era preparado para el entierro. Comienza el poema de Morris sobre St. Clair:
En las filas de la banda de Marion
a través de pantanos y tierras boscosas,
sobre la playa de arena amarilla,
montaña, llanura y valle,
una doncella sureña, en todo su orgullo,
marcha alegremente al lado de su amado,
en tal disfraz,
que en sus ojos
no descubre a Sally.
Morris describe a St. Clair como "una bonita chica criolla, de ojos oscuros" con "largos, ondulados tirabuzones," y afirma que murió al interceptar una estocada dirigida a su amado, el sargento Jaspe. Continua diciendo que " no había ojos secos cuando el cuerpo de Sally St. Clair fue enterrado en su tumba, cerca del río Santee, en un rincón verde y sombreado que parecía robado al Paraíso."
Warren Wildwood cuenta su historia en términos similarmente pintorescos en Thrilling Adventures Among the Early Setlers (Emocionantes aventuras entre los primeros pobladores, 1866).